# Bernd Klötzer
Pour les articles homonymes, voir Klötzer.
Bernd Klötzer, né en 1941 à Nuremberg où il meurt le 29 juillet 2025[réf. nécessaire], est un artiste allemand.

## Biographie
Après un apprentissage en arts graphiques de 1957 à 1960, Bernd Klötzer étudie de 1963 à 1964 à l'Académie des beaux-arts de Nuremberg. En 1967, il obtient son diplôme d'état d'enseignant artistique. En 1975, il reçoit le prix de la Villa Romana. En 1976, il obtient une bourse de la fondation culturelle de la Fédération des industries allemandes et en 1981, un prix de la ville de Nuremberg. Dès 1981, il fait des collaborations avec Peter Brötzmann et depuis 1987, il est un artiste indépendant. Entre 2001 et 2004, il est professeur à l'Académie des beaux-arts de Nuremberg. Il est installé et travaille à Nuremberg.